# 호니 로페스
마르쿠스 파울루 메스키타 “호니” 로페스(포르투갈어: Marcos Paulo Mesquita "Rony" Lopes, 1995년 12월 28일 ~ )는 브라질 출생 포르투갈의 축구 선수로 포지션은 공격형 미드필더이며 포르투갈 청소년 대표팀 출신이다.

## 어린 시절
브라질 파라주 벨렝에서 브라질인 아버지와 앙골라 출신 포르투갈인 어머니 사이에서 태어나 4살에 가족들과 함께 포르투갈로 이주한 뒤 2006년부터 2011년까지 5년간 SL 벤피카 유스팀에서 활동했고 2011년부터 2년간은 맨체스터 시티 유스팀에서 활동했다.

## 클럽 경력

### 맨체스터 시티
2013년 맨체스터 시티 성인팀 입단을 통해 프로에 입문한 뒤 프로 데뷔전인 왓퍼드 FC와의 2012-13 시즌 잉글랜드 FA컵 3라운드에서 후반 43분 다비드 실바 대신 교체 투입되자마자 후반 추가 시간에 프로 데뷔골을 터뜨리며 팀의 3-0 완승에 기여했으며 또한 이 골로 맨체스터 시티 구단 역사상 최연소 득점 기록(17세 9일)을 경신했다.
그리고 웨스트햄 유나이티드와의 2013-14 시즌 EFL컵 4강 2차전 경기에서 선발로 출전하여 세르히오 아궤로, 알바로 네그레도의 득점을 어시스트하며 팀의 결승 진출에 이바지했고 결국 프로 데뷔 2시즌만에 처음으로 공식 대회 우승의 기쁨을 맛보았다.

### 릴 OSC
2014-15 시즌이 진행 중이던 2014년 7월 7일 프랑스 리그앙의 릴 OSC로 임대 이적했고 1개월 후 열린 FC 메스와의 리그 경기에 출전하며 프랑스 데뷔 무대를 치렀으며 이후 2014-15 시즌 공식전 27경기 3골을 기록하며 쿠프 드 라 리그 4강 진출에 기여했다.
그 후 2015-16 시즌이 진행 중이던 2015년 8월 8일엔 같은 리그의 AS 모나코로 이적했다가 이듬해인 2016년 1월 임대 이적을 통해 릴 OSC로 다시 복귀하여 4개월 동안 공식전 16경기 3골을 기록하며 2015-16 시즌 쿠프 드 라 리그 준우승에 일조했으며 2016-17 시즌에서도 공식전 29경기 6골의 준수한 성적으로 릴의 주축 미드필더로 활약했다.

### AS 모나코
2016-17 시즌을 끝으로 릴을 떠나 AS 모나코로 복귀하여 2018-19 시즌까지 79경기 21골을 터뜨리며 트로페 데 샹피옹 2회 연속 준우승(2017, 2018), 리그 1 2017-18 준우승, 2017-18 시즌 쿠프 드 라 리그 준우승, 2018-19 시즌 쿠프 드 라 리그 4강 진출 등에 기여했다.
그리고 튀르키예 쉬페르리그의 베식타시 JK와의 2017-18년 UEFA 챔피언스리그 G조 조별리그 4차전 원정 경기에서는 생애 첫 유럽 챔피언스리그 득점을 기록하기도 했지만 팀은 2무 4패·조 최하위의 처참한 성적만 남기며 조별리그 탈락의 고배를 마셨다.

### 세비야 FC
2019년 8월 스페인 라리가의 세비야 FC와 5년 계약을 체결했으며 비록 리그 경기에는 많이 출전하지는 못했지만 2019-20년 UEFA 유로파리그에서는 무려 7경기에 출전하며 팀의 유로파리그 통산 6번째 우승에 일조했다.

### OGC 니스
2019-20 시즌을 끝으로 세비야를 떠나 리그앙의 OGC 니스 이적을 통해 1시즌만에 프랑스 리그로 복귀하여 2020-21 시즌 공식전 33경기 5골을 기록하며 리그 중위권(9위)의 성적을 이끌었다.

### 올림피아코스 FC
2021-22 시즌을 앞두고 그리스 수페르리가 엘라다의 명문 올림피아코스 FC로 이적하여 2021-22 시즌 공식전 27경기 4골을 기록하며 리그 우승, 그리스컵 4강 진출에 기여했다.

### 트루아 AC
2021-22 시즌을 마친 후 프랑스 리그앙의 트루아 AC로 이적하여 2022-23 시즌 리그 32경기 7골을 기록하며 분전했지만 리그 2 강등까지는 막지 못하면서 1시즌만에 트루아를 떠났다.

### SC 브라가
2023-24 시즌을 앞두고 프리메이라리가의 SC 브라가 이적을 통해 무려 12년만에 포르투갈 무대로 복귀한 이후 2023-24 시즌 공식전 32경기 4골을 기록하며 리그 4위, 타사 다 리가 우승에 공헌했다.

## 국가대표팀 경력

### 포르투갈 청소년 대표팀
2010년부터 2017년까지 포르투갈  연령대별 청소년 대표팀에서 65경기 20골을 터뜨렸고 특히 포르투갈 U-19 대표팀 소속으로 2014년 UEFA 유러피언 U-19 챔피언십에 출전하여 5경기 2골을 기록하며 팀의 준우승과 함께 3회 연속이자 통산 10번째 U-20 월드컵 본선 진출을 이끌었으며 2015년 FIFA U-20 월드컵 본선에도 출전하며 팀의 통산 6번째 U-20 월드컵 8강 진출을 이끌었다.

### 포르투갈 A대표팀
2017년 11월 14일 북중미의 강호 미국과의 친선 경기에서 후반전 교체 투입을 통해 포르투갈 A대표팀 소속으로 국제 A매치 데뷔전을 치렀고 2018년 5월 발표된 2018년 FIFA 월드컵 35인 예비엔트리에 포함되었지만 최종 엔트리에는 들지 못했다.

## 대회 성적

### 클럽
맨체스터 시티
- 잉글랜드 FA컵 : 준우승 (2012-13)
- EFL컵 : 우승 (2013-14)

 릴 OSC
- 쿠프 드 라 리그 : 준우승 (2015-16), 4강 (2014-15)

 AS 모나코
- 리그 1 : 준우승 (2017-18)
- 쿠프 드 라 리그 : 준우승 (2017-18), 4강 (2018-19)
- 트로페 데 샹피옹 : 준우승 (2017, 2018)

 세비야 FC
- 라리가 : 4위 (2019-20)
- UEFA 유로파리그 : 우승 (2019-20)

 올림피아코스 FC
- 수페르리가 엘라다 : 우승 (2021-22)
- 그리스컵 : 4강 (2021-22)

SC 브라가
- 프리메이라리가 : 4위 (2023-24)
- 타사 다 리가 : 우승 (2023-24)

### 국가대표팀
포르투갈 U-19
- UEFA 유러피언 U-19 챔피언십 : 준우승 (2014)